# Charif Nasseri
Charif Nasseri (en arabe : شريف نصيري) est un footballeur algérien né le 6 octobre 1990 à Chlef. Il évolue au poste de milieu gauche au WA Tlemcen.

## Biographie
Il évolue en première division algérienne avec son club formateur, l'ASO Chlef et la JSM Skikda. Il dispute actuellement 31 matchs en inscrivant un seul but en Ligue 1.

## Palmarès
| ASO Chlef - Championnat d'Algérie (1) : - Champion : 2010-11. |  | JSM Skikda - Championnat d'Algérie D2 : - Vice-champion : 2019-20. |